# Абросимово (Камешковский район)
Абросимово — деревня в Камешковском районе Владимирской области России, входит в состав Брызгаловского муниципального образования.

## География
Деревня расположена в 3 км на северо-запад от центра поселения посёлка имени Карла Маркса и в 11 км на север от райцентра Камешково.

## История
В конце XIX — начале XX века деревня входила в состав Малышевской волости Ковровского уезда, с 1926 года — в составе Эдемской волости. В 1859 году в селе числилось 32 двора, в 1905 году — 57 дворов, в 1926 году — 70 дворов. 
С 1929 года деревня входила в состав Шухурдинского сельсовета Ковровского района, с 1940 года — в составе Брызгаловского сельсовета Камешковского района, с 2005 года — в составе Брызгаловского муниципального образования.

## Население
| 1859 | 1905 | 1926 | 2002 | 2010 | 2021 |
| ---- | ---- | ---- | ---- | ---- | ---- |
| 234  | ↗312 | ↗399 | ↘22  | ↗23  | ↗62  |